# Département de Bariloche
Le département de Bariloche est une des 13 subdivisions de la province de Río Negro, en Argentine. Son chef-lieu est la ville de San Carlos de Bariloche.
Le département a une superficie de 5 415 km2. Sa population s'élevait à 133 500 habitants au recensement de 2010 et sa densité à 24,7 hab./km2.

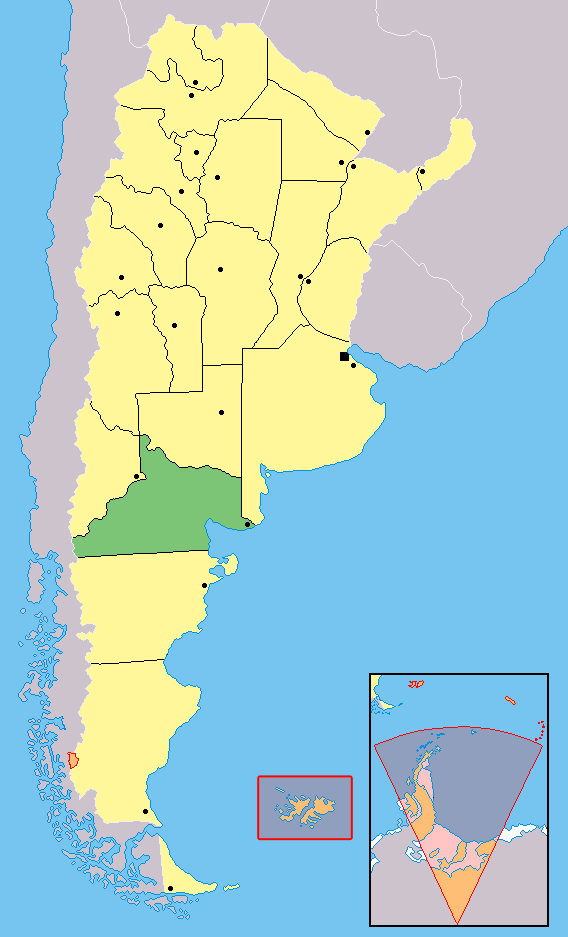
Localisation de la province de Río Negro en Argentine

## Localités
- Colonia Suiza
- El Bolsón
- El Foyel
- El Manso
- Río Villegas
- San Carlos de Bariloche
- Villa Campanario
- Villa Cerro Catedral
- Villa Llao Llao
- Villa Los Coihues
- Villa Mascardi